# Ватметър
Ватметърът е инструмент за измерване на електрическата мощност. Измерва се с мерната единица ват (W).

## Устройство и принцип на действие
Традиционният аналогов ватметър е електродинамичен инструмент. Устройството се състои от две фиксирани електрически бобини, известни като токови бобини, и подвижна бобина, наречена потенциална бобина.
Токовите бобини са свързани последователно в схемата за измерване, докато потенциалната бобина е свързана успоредно в измерваната електрическа верига и токът в нея е пропорционален на напрежението. Също така в аналоговите ватметри, потенциалната бобина съдържа стрелка, която се движи по скалата за да индикира измерването. Токът, минаващ през токовите бобини, генерира електромагнитно поле около тях. Силата на това поле е пропорционална на линейния ток и е във фаза с него. Потенциалната бобина има резистор, свързан последователно, за да намали тока, минаващ през нея.
Резултатът от тази схема на свързване е, че при постояннотокова верига, отклонението на стрелката е пропорционално на електрическото напрежение и тока, съгласно формулата W=VA или P=UI. При променливотокова верига токът и напрежението могат да не съвпадат по фаза (в зависимост от характеристиките на натоварване) и да се измери различно показание от това, измерено с обикновен самостоятелен волтметър или амперметър в същата верига. При променливотоковата верига действителната мощност е P=UI cos φ. При това, cosφ представлява фактора на мощността и е по-малък от единица при наличието на индуктивен или капацитивен товар във веригата.
Двете вериги на ватметъра могат да бъдат повредени при прекалено силен ток. Амперметърът и волтметърът са чувствителни към превишаването на тока през тях – в случай на претоварване, техните стрелки ще излязат извън скалата и по този начин ще покажат, че има претоварване. При ватметъра, всяка от двете вериги (токовите бобини и потенциална бобина) могат да бъдат претоварени без стрелката да се отклони до максималната стойност от скалата. Това е защото позицията на стрелката зависи от фактора на мощността, тока и електрическото напрежение. Произведението на трите параметъра може да бъде под максималната стойност за измерване на уреда и в същото време да има превишаване на измервания ток, напрежение или и двете. Поради тази причина ватметърът трябва да се специфицира и избира не само по обхвата си на измерване на мощността, но и по напрежение и ток. Когато се налага да се измерват много големи мощности (съответно токове и напрежения), се налага разширяване на обхвата, чрез токов и напрежителен трансформатор